# Angela Lansbury
Dame Angela Brigid Lansbury , DBE (Londres, 16 de outubro de 1925 – Los Angeles, 11 de outubro de 2022) foi uma atriz de teatro, televisão e cinema britânica, também com nacionalidades norte-americana e irlandesa. Considerada uma das melhores interpretes de teatro do século XX, Em uma carreira de 80 anos, ela desempenhou vários papéis no cinema, no palco e na televisão tendo seu trabalho tendo atraido atenção internacional.

## Primeiros anos

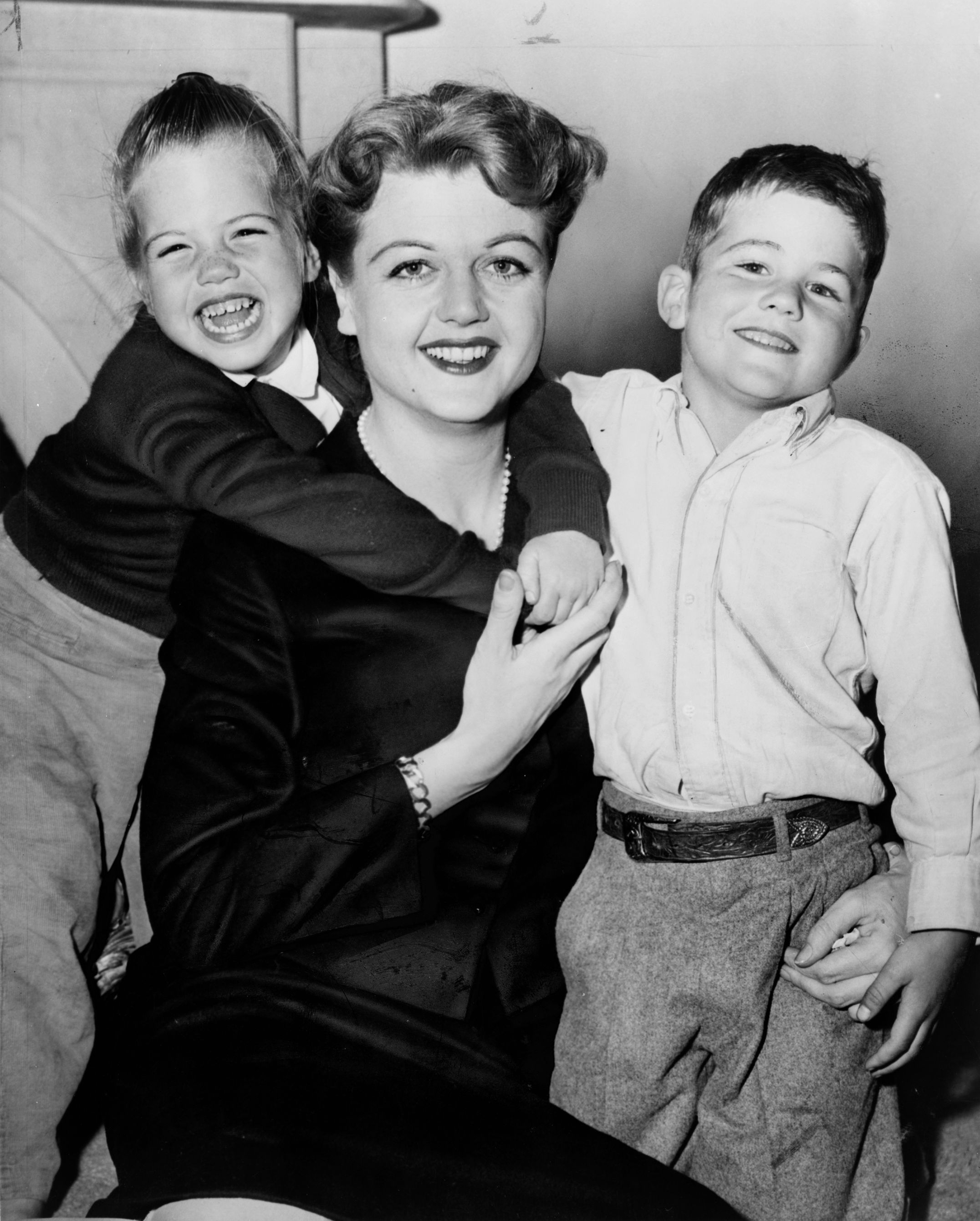
Lansbury com a filha Deirdre e o filho Anthony, em 1957

Lansbury nasceu em uma família de classe média alta em 16 de outubro de 1925 no distrito de St Pancras, no centro de Londres. Seu local de nascimento às vezes é dado, erroneamente, como Poplar, East London. Lansbury diz que tem conexões ancestrais com Poplar, mas nasceu em Regent's Park, no centro de Londres. Sua mãe era a atriz Moyna Macgill nascida em Belfast (originalmente Charlotte Lillian McIldowie), que regularmente aparecia no palco no West End e que também atuou em vários filmes. Seu pai era o rico comerciante de madeira e político inglês Edgar Lansbury, membro do Partido Comunista da Grã-Bretanha e ex-prefeito do Bairro Metropolitano de Poplar. Seu avô paterno era o líder do Partido Trabalhista e ativista anti-guerra George Lansbury, um homem por quem ela se sentia "impressionada" e considerava "um gigante na minha juventude". Angela tinha uma meia-irmã mais velha, Isolde, que era filha do casamento anterior de Moyna com o escritor e diretor Reginald Denham. Em janeiro de 1930, quando Angela tinha quatro anos, sua mãe deu à luz meninos gêmeos, Bruce e Edgar, levando os Lansburys a se mudarem de seu apartamento em Poplar para uma casa em Mill Hill, norte de Londres. Nos fins de semana eles iam para uma fazenda rural em Berrick Salome, perto de Wallingford, Oxfordshire.

"Sou eternamente grata pelo meu lado irlandês. Foi aí que peguei meu senso de comédia e capricho. Quanto à metade inglesa - esse é meu lado reservado ... Mas me coloque no palco, e o irlandês sai. A combinação faz uma boa mistura para atuar."

 –  Angela Lansbury
Quando Lansbury tinha nove anos, seu pai morreu de câncer de estômago. Ela passou a interpretar personagens como um mecanismo de enfrentamento. Com dificuldades financeiras, sua mãe ficou noiva de um coronel escocês, Leckie Forbes, e mudou-se para sua casa em Hampstead, com Lansbury recebendo educação na South Hampstead High School de 1934 até 1939. No entanto, ela se considerava em grande parte autodidata, aprendendo com livros, teatro e cinema. Ela se tornou uma autodeclarada "maníaca completa por cinema", visitando o cinema regularmente e imaginando-se como certos personagens. Interessada em tocar piano, estudou brevemente música na Ritman School of Dancing, e em 1940 começou a estudar atuação na Webber Douglas School of Singing and Dramatic Art em Kensington, West London, aparecendo pela primeira vez no palco como dama de companhia na produção da escola de Mary of Scotland de Maxwell Anderson.
Naquele ano, o avô de Angela morreu e, com o início da Blitz, Macgill decidiu levar Angela, Bruce e Edgar para os Estados Unido. Isolde permaneceu na Grã-Bretanha com seu novo marido, o ator Peter Ustinov. Macgill conseguiu um emprego supervisionando 60 crianças britânicas que estavam sendo evacuadas para a América do Norte a bordo do Duquesa de Atholl, chegando com elas em Montreal, Quebec, Canadá, em meados de agosto. De lá, ela seguiu de trem para a cidade de Nova Iorque, onde foi patrocinada financeiramente por um empresário de Wall Street, Charles T. Smith, mudando-se com sua família para sua casa em Mahopac, Nova Iorque. Lansbury ganhou uma bolsa de estudos da American Theatre Wing, permitindo-lhe estudar na Feagin School of Drama and Radio, onde apareceu em performances de The Way of the World, de William Congreve, e Lady Windermere's Fan, de Oscar Wilde. Ela se formou em março de 1942, quando a família se mudou para um apartamento em Morton Street, Greenwich Village.

## Carreira como atriz
Ainda durante o início da adolescência, Angela foi fortemente influenciada pela mãe que a estimulou a seguir uma carreira de atriz de teatro e cinema. Inclusive, ainda em Londres, a mãe costumava levá-la a peças no teatro londrino Old Vic. Além disso, retirou-a da escola que frequentava, a South Hampstead High School for Girls e inscreveu-a na Ritman School of Dancing e posteriormente na Webber-Douglas School of Singing and Dramatic Art. Durante a juventude, as suas estrelas de cinema favoritas eram as populares Deanna Durbin e Irene Dunne.

### No cinema

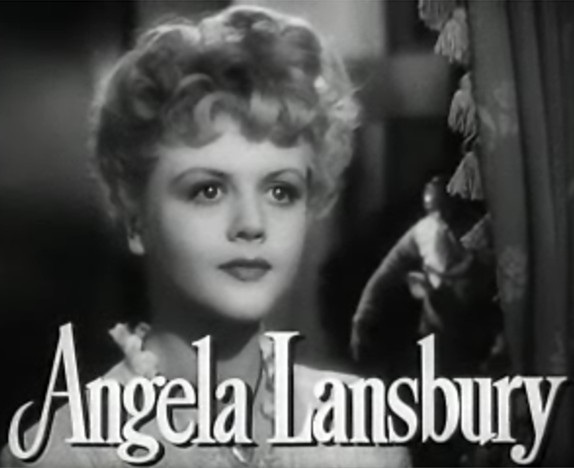
Angela Lansbury em 1945 no filme O Retrato de Dorian Gray.

Já nos Estados Unidos, Angela Lansbury continuava a sonhar com uma carreira na arte de representação, mas tinha de se contentar em trabalhar como balconista numa loja em Los Angeles. Finalmente surgiu uma oportunidade quando, numa das frequentes festas que a sua mãe organizava para atores britânicos emigrados nos Estados Unidos, conheceu Michael Dyne, que também viria a tornar-se ator. Dyne apresentou-a a Mel Ballerino, director encarregado de escolher o elenco para uma adaptação cinematográfica da obra de Oscar Wilde, O Retrato de Dorian Gray (The Picture of Dorian Gray). Ballerino contratou-a para o papel de uma impertinente criada no filme Gaslight, produzido pela Metro-Goldwyn-Mayer em 1944, onde contracenava com Ingrid Bergman e Charles Boyer. Apesar de ainda não ter vinte anos e de ser o seu filme de estreia, Angela viu o seu trabalho imediatamente reconhecido ao ser nomeada para o Óscar da Academia para Melhor Atriz Secundária ou Coadjuvante. Depois de no mesmo ano ter participado no filme National Velvet, ao lado de estrelas como Mickey Rooney e Elizabeth Taylor, acabou por obter o papel de atriz secundária na referida adaptação do livro de Oscar Wilde. O filme com o mesmo título da obra, realizado em 1945, trouxe-lhe nova nomeação para o mesmo prémio da Academia. Em ambos os anos acabou por não ganhar nessas categorias, sendo que os prémios foram entregues a Ethel Barrymore, em 1945, e a Anne Revere, em 1946. Acabaria por ser nomeada uma terceira vez para a mesma categoria pelo seu papel no filme de 1962 The Manchurian Candidate, com Frank Sinatra e Janet Leigh nos principais papéis, perdendo desta vez para Patty Duke. Segundo comentários da própria atriz, o papel de mãe impiedosa que desempenhou nesse filme foi o seu preferido em toda a sua carreira cinematográfica.
Lansbury foi uma das mais versáteis atrizes de Hollywood, participando em perto de uma centena de filmes de longa-metragem e telefilmes. O seu mais recente papel no cinema, já com cerca de 80 anos, foi o de Tia Adelaide, no filme de 2005,  Nanny McPhee, com Emma Thompson e Colin Firth nos principais papéis.

### No teatro
Angela Lansbury foi também uma atriz de teatro. Recebeu excelentes críticas quanto ao seu primeiro musical apresentado na Broadway, em 1964, intitulado Anyone Can Whistle. Dois anos depois, protagonizou aquele que é considerado seu maior sucesso na carreira teatral, ao desempenhar o principal papel no musical da Broadway "Mame", uma adaptação da obra de Patrick Dennis e do subsequente filme Auntie Mame, de 1958, em que Rosalind Russell desempenhava o papel da principal protagonista. Com estreia no Winter Garden Theater em 24 de Maio de 1966, o espectáculo "Mame" foi apresentado em 1508 vezes. A interpretação de Lansbury valeu-lhe a conquista do Tony Award (Prémio Tony) para melhor atriz principal num musical.
A popularidade de Lansbury cresceu a altos níveis devido ao espetáculo musical "Mame". Por volta dessa ocasião, aproveitando a sua fama, Lansbury participou em algumas causas humanitárias, tal como a participação num painel de convidados do popular programa da noite de domingo da estação televisiva CBS-TV, intitulado "What's My Line?", onde aproveitou para solicitar aos telespectadores que contribuíssem para a recolha de fundos da "Muscular Dystrophy Association" (Associação de Distrofia Muscular, dos Estados Unidos), organizada por outra estrela cinematográfica, Jerry Lewis.
Lansbury viria a conquistar mais Tony Awards for "Dear World", de 1969, a primeira adaptação a um musical da Broadway da peça "Gypsy: A Musical Fable", em 1974. Posteriormente, em 1979, viria a participar na ópera ligeira de Stephen Sondheim, intitulada "Sweeney Todd: The Demon Barber of Fleet Street", papel que a atriz considerou em 2006 ser aquele pelo qual talvez viesse a ser mais recordada enquanto atriz de teatro musical. Em 1971, Lansbury aceitou o papel principal no musical "Prettybelle". Após um período de ensaios conturbado, o espetáculo recebeu críticas terríveis em Boston e assim veio a terminar apenas uma semana após a estreia. A gravação deste espetáculo efémero veio a ser transmitida pela televisão em 1982. Este foi um dos poucos fracassos na sua longa carreira. Em contrapartida, Angela Lansbury recebeu enorme reconhecimento pela sua passagem pelo teatro dramático, nos palcos de Chicago entre 1975 e 1980.

### No cinema de animação

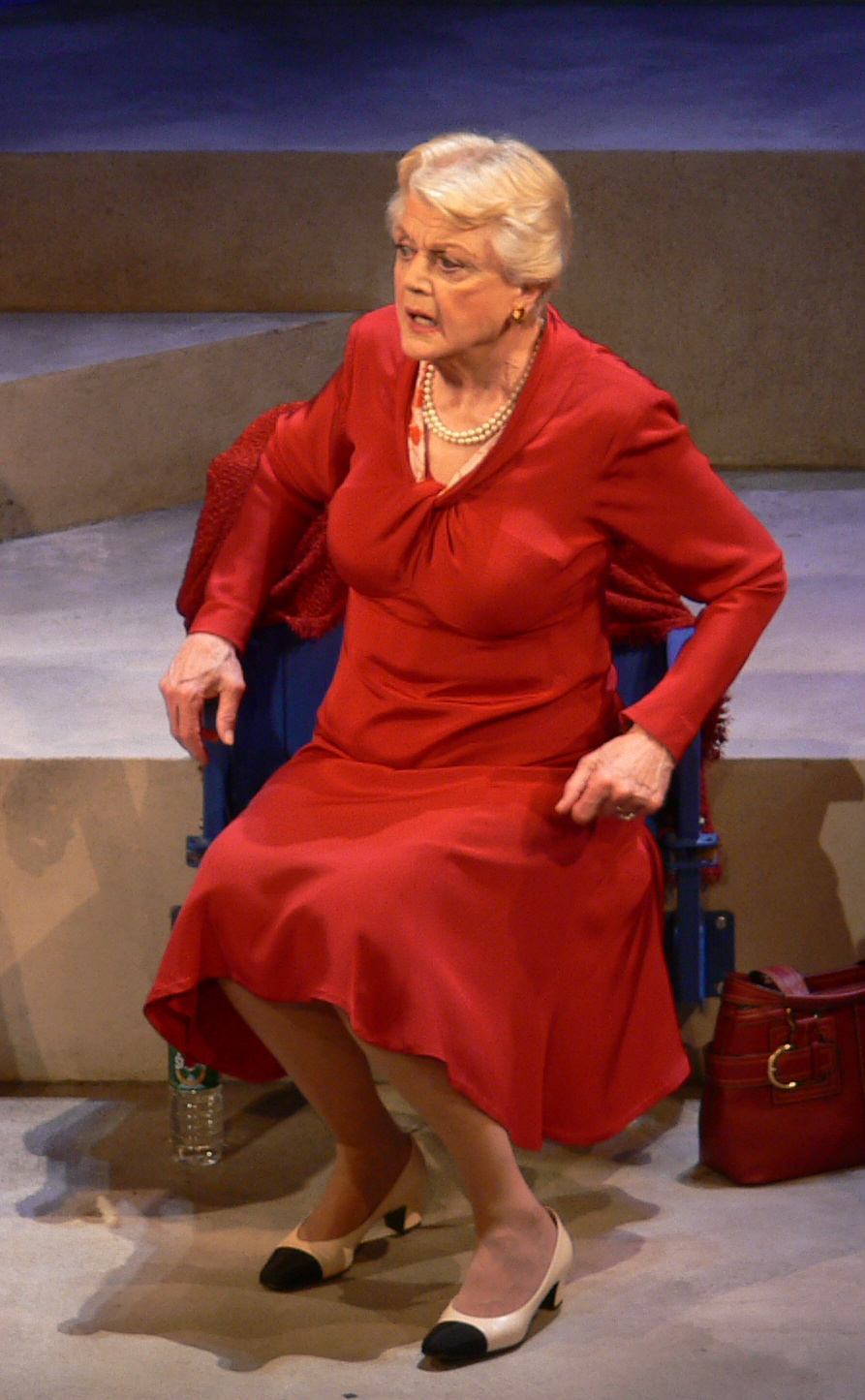
Lansbury em 2007

Lansbury emprestou a sua voz a diversos personagens animados. Um das primeiras experiências foi no filme de 1982The Last Unicorn Em 1997, foi a Imperatriz Dowager no filme Anastasia, produzido pelos estúdios da Fox. O seu mais famoso papel na animação, foi o ter dado voz à chaleira cantora Mrs. Potts, no êxito da Disney, Beauty and the Beast, de 1991, intitulado A Bela e o Monstro, em Portugal e A Bela e a Fera, no Brasil. Este filme viria a ganhar o Óscar de Melhor Canção e de Melhor Banda Sonora Original. Angela tornaria a dar voz à mesma personagem no lançamento direto para vídeo de novo filme da Disney, em 1997, intitulado Beauty and the Beast: The Enchanted Christmas, e no jogo de vídeo Kingdom Hearts II, de 2006.

### Em televisão
Apesar de toda a sua extensa carreira no cinema e no teatro, tendo trabalhado para a televisão desde os anos 50, Angela Lansbury tornou-se especialmente famosa pelo seu desempenho na mundialmente conhecida série de televisão Murder, She Wrote, produzida pela CBS entre 1984 e 1996, em 12 temporadas com 263 episódios. A série, exibida em Portugal com o título "Crime, Disse Ela", e no Brasil intitulada "Assassinato por Escrito", tornou-se a mais longa série policial de ficção da história da televisão americana, tornando Angela Lansbury uma das mais bem pagas atrizes do mundo. Angela representava Jessica Fletcher, uma professora de inglês, retirada da profissão e a viver em Cabot Cove, no Maine, Estados Unidos, e que agora se dedicava a escrever mistérios policiais. Entretanto, via-se envolvida em pequenos mistérios, incluindo roubos, fraudes e mesmo assassinatos, os quais resolvia com grande intuição e inteligência, mas sem nunca perder a compostura, polidez e boa educação. Neste papel tornou-se uma estrela televisiva amada por milhões de espetadores em todo o mundo. Curiosamente, segundo afirmado pelos mais íntimos, Angela é na vida real uma pessoa extremamente simpática e humana, conquistando facilmente a amizade de outros, tal como acontece com a sua personagem mais famosa.

## Vida pessoal e morte
Lansbury casou com o ator americano Richard Cromwell quando tinha 19 anos, tendo ele 35. O casamento desfez-se após um ano e, apesar de Angela o desconhecer na ocasião, Cromwell assumiu-se depois como homossexual. Apesar do divórcio permaneceram amigos. Em 1949, Angela casou-se com Peter Shaw, ator e empresário irlandês. Shaw viria a ser fundamental em gerir a carreira de Angela. Até à morte do seu marido em 2003, Angela desfrutou de um dos mais longos casamentos de que há memória no meio artístico mundial.
Tornou-se mãe de dois filhos, Anthony Pullen Shaw e Deirdre Angela Shaw, madrasta de David Shaw, bem como avó diversas vezes. O seu filho mais velho tornou-se diretor de televisão tendo dirigido a mãe em várias dezenas de episódios de Murder, She Wrote, bem como de cinco telefilmes baseados na mesma série.
Lansbury foi parente de Sir Peter Ustinov devido ao casamento da sua meia irmã com o ator, de quem se viria a divorciar em 1946. Os dois antigos cunhados vieram a contracenar juntos uma única vez, em 1978, no filme Death on the Nile, adaptação cinematográfica do livro com o mesmo título de Agatha Christie.
Lansbury morreu em Los Angeles em 11 de outubro de 2022, cinco dias antes do seu 97.º aniversário. A Informação foi confirmada por familiares da atriz, em comunicado enviado à imprensa norte-americana.

## Legado
Em uma carreira que se estende de ingênua a viúva, de heroína elegante a vilã depravada, [Lansbury] mostrou durabilidade e flexibilidade, bem como uma ética de trabalho altamente admirada.

 – The Oxford Companion to Theatre and Performance, 2010
a década de 1960, o The New York Times se referiu a Lansbury como a "Primeira Dama do Teatro Musical". Lansbury se descreveu como uma atriz que também sabia cantar, com Sondheim afirmando que ela tinha uma voz forte, embora com um alcance limitado. O biógrafo autorizado de Lansbury, Martin Gottfried, descreveu-a como "um ícone americano", com uma imagem pública "praticamente santa".
The New Statesman comentou que ela "tem o tipo de poder de atração que muitos atores mais jovens e mais onipresentes só podem sonhar, enquanto um artigo no The Independent sugeriu que ela poderia ser considerada a atriz de maior sucesso da Grã-Bretanha. Ela era um ícone gay, e afirmou que estava "muito orgulhosa do fato", atribuindo sua popularidade entre a comunidade LGBT ao seu desempenho em Mame, enquanto Murder, She Wrote ampliou esse apelo.

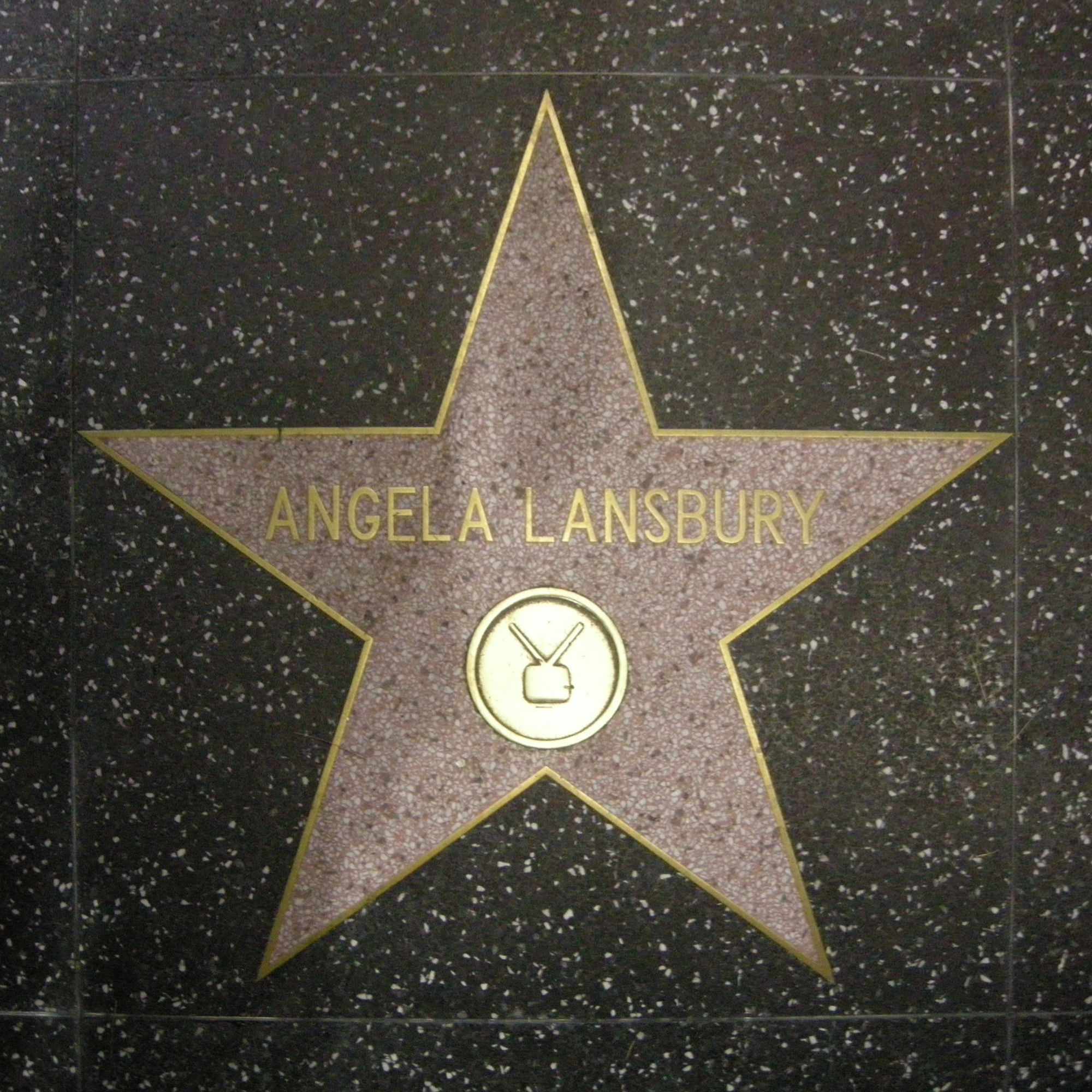
A estrela de Angela Lansbury na Calçada da Fama

Lansbury foi reconhecida por suas realizações na Grã-Bretanha em várias ocasiões. Em 2002, a Academia Britânica de Artes Cinematográficas e Televisivas (BAFTA) deu a Lansbury um Lifetime Achievement Award. Lansbury foi nomeada Comandante da Ordem do Império Britânico (CBE) nas Honras do Aniversário de 1994 e Dama Comandante da Ordem do Império Britânico (DBE) nas Honras do Ano Novo de 2014 por serviços ao teatro, trabalho de caridade e filantropia. Ao ser feito dama pela rainha Isabel II no Castelo de Windsor, Lansbury declarou: "Estou me juntando a um grupo maravilhoso de mulheres que admiro muito como Judi Dench e Maggie Smith. É uma coisa adorável receber esse aceno de aprovação de seu próprio país e eu realmente aprecio isso.".
Lansbury nunca ganhou um Emmy, apesar de 18 indicações (17 delas ao Primetime Emmy Awards) para as quais ela foi indicada durante um período de 33 anos. A partir de 2009, ela detinha o recorde de indicações ao Emmy mais mal sucedidas por um artista. Ela foi indicada três vezes ao Oscar de Melhor Atriz Coadjuvante, mas nunca ganhou. Refletindo sobre isso em 2007, ela afirmou que estava inicialmente "terrivelmente desapontada, mas posteriormente muito feliz que [ela] não ganhou" porque acreditava que, de outra forma, teria uma carreira menos bem-sucedida. No entanto, ela recebeu o Globo de Ouro e o People's Choice Awards por seu trabalho na televisão e no cinema.
Em 2013, o Conselho de Governadores da Academia de Artes e Ciências Cinematográficas votou para conceder a ela um Oscar Honorário por suas realizações na indústria. Emma Thompson e Geoffrey Rush ofereceram homenagens no Governors Awards, onde a cerimônia foi realizada, e Robert Osborne, da Turner Classic Movies, presenteou-a com o Oscar, dizendo em parte: "Angela vem adicionando classe, talento, beleza e inteligência aos filmes de todos os tempos. desde" sua estréia no cinema em 1944. A estátua do Oscar tem a inscrição "Para Angela Lansbury, um ícone que criou alguns dos personagens mais memoráveis do cinema inspirando gerações de atores".

## Carreira

### Filmografia
| - Gaslight, 1944 - National Velvet, 1944 - The Picture of Dorian Gray, 1945 - The Harvey Girls, 1946 - The Hoodlum Saint, 1946 - Till the Clouds Roll By, 1946 - The Private Affairs of Bel Ami, 1947 - If Winter Comes, 1947 - State of the Union, 1948 - The Three Musketeers, 1948 - Tenth Avenue Angel, 1948 - The Red Danube, 1949 - Samson and Delilah, 1949 - Kind Lady, 1951 - Mutiny, 1952 - Remains to Be Seen, 1953 - A Life at Stake, 1954 - The Purple Mask, 1955 - A Lawless Street, 1955 - The Court Jester, 1956 - Please Murder Me, 1956 - The Long, Hot Summer, 1958 - The Reluctant Debutante, 1958 - Summer of the Seventeenth Doll, 1959 - The Dark at the Top of the Stairs, 1960 - A Breath of Scandal, 1960 - Blue Hawaii, 1961 - Four Horsemen of the Apocalypse, 1962 (dublou a voz de Ingrid Thulin em algumas cenas) | - All Fall Down, 1962 - The Manchurian Candidate, 1962 - In the Cool of the Day, 1963 - The World of Henry Orient, 1964 - Dear Heart, 1964 - The Greatest Story Ever Told, 1965 - The Amorous Adventures of Moll Flanders, 1965 - Harlow - Mister Buddwing, 1966 - Something for Everyone, 1970 - Bedknobs and Broomsticks, 1971 - Death on the Nile, 1978 - The Lady Vanishes, 1979 - The Mirror Crack'd, 1980 - The Last Unicorn, 1982 (voz) - The Pirates of Penzance, 1983 - The Company of Wolves, 1984 - Ingrid, 1985 (documentário) - Beauty and the Beast, 1991 (voz) - Your Studio and You, 1995 (documentário curto) - Mrs. Santa Claus, 1996 (telefilme) - Anastasia, 1997 (voz) - Fantasia 2000, 1999 (voz) - About Schmidt, 2002 (voz; não creditada) - Broadway: The Golden Age, by the Legends Who Were There, 2003 (documentário) - Nanny McPhee, 2005 - Kingdom Hearts II, 2006 (Jogo de vídeo, voz) - Mr. Popper's Penguins , 2011 - O Retorno de Mary Poppins, 2018 |

### Televisão
- The Story of the First Christmas Snow, 1975
- Sweeney Todd, 1982
- Little Gloria… Happy at Last, 1982
- The Gift of Love: A Christmas Story, 1983
- A Talent for Murder, 1984
- Lace, 1984
- The First Olympics: Athens 1896, 1984
- The Murder of Sherlock Holmes, 1984 (episódio piloto para Murder, She Wrote)
- Murder, She Wrote, 1984-1996
- Magnum, P.I. - "Novel Connection", protagonizou a personagem Jessica Fletcher)
- Rage of Angels: The Story Continues, 1986
- Shootdown, 1988
- The Shell Seekers, 1989
- The Love She Sought, 1990
- Mrs. 'Arris Goes to Paris, 1992
- Mrs. Santa Claus, 1996
- Murder, She Wrote: South by Southwest, 1997
- The Unexpected Mrs. Pollifax, 1999
- Murder, She Wrote: A Story to Die For, 2000
- Murder, She Wrote: The Last Free Man, 2001
- Murder, She Wrote: The Celtic Riddle, 2003
- The Blackwater Lightship, 2004
- Law & Order: Special Victims Unit, 2005 (convidada especial)
- Lansbury apresentou, só ou acompanhada, mais emissões dos Tony Award do que qualquer outra pessoa, com cinco transmissões televisivas (1968, 1971, 1987, 1988 e 1989).

### Teatro na Broadway
- Hotel Paradiso (Abril a Julho de 1957)
- A Taste of Honey (Outubro de 1960 a Setembro de 1961)
- Anyone Can Whistle (Abril de 1964)
- Mame (Maio de 1966 a Janeiro de 1969)
- Dear World (Fevereiro a Maio de 1969)
- Gypsy: A Musical Fable (Setembro de 1974 a Janeiro de 1975)
- The King and I (substituta em algumas semanas de Abril de 1978)
- Sweeney Todd: the Demon Barber of Fleet Street (Março de 1979 a Junho de 1980)
- A Little Family Business (Dezembro de 1982)
- Mame (Julho a Agosto de 1983)

### Outros teatros
- Gypsy (Maio de 1973 a Maio de 1974 - Piccadilly Theatre, Londres)
- Anyone Can Whistle (Abril de 1995, Benefit Concert)
- Short Talks on the Universe (Novembro de 2002, Benefit Concert)
- Oscar and the Pink Lady (Março de 2006, Geffen Playhouse)